# Wout Verhoeven
Wout Verhoeven (25 mei 1988) is een Belgische voormalige atleet, die gespecialiseerd was in de sprint. Hij werd tweemaal Belgisch kampioen. Hij trainde bij Rudi Diels, trainer van onder meer Kim Gevaert en Elodie Ouedraogo.

## Loopbaan
Verhoeven werd in 2010 en 2011 Belgisch kampioen op de 100 m. 
In 2010 vertegenwoordigde Verhoeven België op de European Team Championships in Boedapest op de 100 m en de 4x100 m. Hij werd hierbij respectievelijk tiende en vierde. Eind augustus van dat jaar liep Verhoeven mee in de EU-Cup finale op de Memorial Van Damme waarbij hij voor het eerst onder de 10,60 s liep en hiermee achtste werd van alle finalisten.
In 2011 mocht Verhoeven nog een keer aantreden voor België op de European Team Championships in Izmir. Deze keer liep hij de 4x100 m en werd daarmee negende.
Verhoeven was aangesloten bij Vilvoorde AC. In september 2015 zette hij  een punt achter zijn carrière.

## Belgische kampioenschappen
Outdoor
| Onderdeel | Jaar       |
| --------- | ---------- |
| 100 m     | 2010, 2011 |

## Persoonlijke records
Outdoor
| Onderdeel | Prestatie | Wind     | Datum             | Plaats  |
| --------- | --------- | -------- | ----------------- | ------- |
| 100 m     | 10,54 s   | +0,8 m/s | 12 september 2010 | Nijvel  |
| 200 m     | 21,37 s   | +0,3 m/s | 18 juli 2010      | Brussel |

Indoor
| Onderdeel | Prestatie | Datum            | Plaats |
| --------- | --------- | ---------------- | ------ |
| 60 m      | 6,82 s    | 20 februari 2011 | Gent   |

## Palmares

### 60 m
- 2010:  BK indoor AC – 6,85 s
- 2011:  BK indoor AC – 6,82 s
- 2012:  BK indoor AC – 7,00 s

### 100 m
- 2009:  BK AC – 10,82 s
- 2010:  BK AC – 10,72 s
- 2010: 10e European Team Championships – 10,66 s
- 2010: 8e EU-Cup finale[2] – 10,58 s
- 2011:  BK AC – 10,74 s

### 200 m
- 2010:  BK AC – 21,37 s
- 2011:  BK AC – 21,76 s